# Castillo de Malmö
El Castillo de Malmö (en sueco: Malmöhus; en danés: Malmøhus) es una fortaleza situada en Malmö, Escania, en el sur de Suecia. El primer castillo fue construido en 1434 por el Rey Erico de Pomerania. Esta estructura fue demolida a comienzos del siglo XVI, y Cristián III de Dinamarca construyó una nueva en su lugar en la década de 1530. Históricamente, esta fortaleza ha sido uno de los baluartes más importantes de Dinamarca.
El castillo fue durante cinco años (1568-1573) la prisión de James Hepburn, IV conde de Bothwell, tercer marido de María I de Escocia. El conde fue detenido por orden del rey danés Federico II cuando su barco encalló en Bergen, Noruega durante una tormenta. Fue mandado al Castillo de Malmö para ser encarcelado, aunque había sido liberado previamente de la Torre de Londres por falta de evidencias en el asesinato del segundo marido de María, Enrique Estuardo, Lord Darnley. Como soltero, Federico II cortejó a Isabel I de Inglaterra y fue nombrado Caballero de la Jarretera. Algunas fuentes sugieren una segunda razón de la implicación del rey danés en este asunto: se cree que tenía la esperanza de recibir un rescate de Escocia. Sin embargo, el Conde de Bothwell murió en 1578 en el Castillo de Dragsholm, Selandia, donde fue trasladado tras los cinco años en el Castillo de Malmö, sin ser nunca objeto de negociaciones entre Dinamarca y Escocia para su liberación.